# Aerodinàmica

Animació mostrant una estela de von Kármánn provocada per un objecte cilíndric.

L'aerodinàmica és la branca de la mecànica de fluids que estudia les accions que apareixen sobre els cossos sòlids quan existeix un moviment relatiu entre aquests i el fluid que els banya, sent aquest últim un gas i no un líquid. En aquest últim cas, es parlaria de la hidrodinàmica. El problema aerodinàmic consisteix a determinar o estimar les forces que realitza el fluid sobre el cos.
En la solució d'un problema aerodinàmic normalment és necessari el càlcul de diverses propietats del fluid, com poden ser la velocitat, la pressió, la densitat i la temperatura, en funció de la posició del punt estudiat i el temps.
Fent models del camp fluid, és possible calcular (en quasi tots els casos de manera aproximada) les forces i els moment de força que actuen sobre el cos o cossos submergits en el camp fluid.
Degut a la complexitat dels fenòmens que ocorren i de les equacions que els descriuen, són de gran ajuda els assajos pràctics (per exemple, assajos en el túnel de vent) com els assajos numèrics (aerodinàmica numèrica) i les simulacions per ordinador.
Bàsicament, aquest ciència s'ha utilitzat per a facilitar el vol dels avions i reduir el consum dels automòbils (augmentant el seu rendiment, reduint la seva resistència a l'aire).
S'han establert diverses classificacions, entre les quals cal destacar:
- Segons la seva aplicació: aerodinàmica aeronàutica (anomenada simplement aerodinàmica) i aerodinàmica civil.
- Segons la naturalesa del fluid: comprensible i incomprensible.
- Segons el nombre de Mach característic del problema:
  - Subsònic (M<1: subsònic baix M<0,5 i subsònic alt M<0,8).
  - Transsònic (M proper a 1).
  - Supersònic (M>1)
  - Hipersònic (M>6)[4]

Cal dir que el problema aerodinàmic no inclou moviments o deformacions del cos. És a dir, el cos (o cossos) immers en fluid sempre rep el mateix corrent a la mateixa velocitat i no es deforma elàsticament ni plàstica.
Un dels resultats més importants en aerodinàmica és el que s'anomena la paradoxa d'Alambert, segons la qual, en el si d'un fluid sense viscositat, un cos fuselat presenta resistència aerodinàmica (la força paral·lela al corrent) nul·la mentre que pot presentar una gran sustentació (que és la força en el sentit perpendicular). Una revisió d'aquesta paradoxa que tingui en compte els petits efectes de la viscositat és el que permet que els avions volin, cosa que seria impossible segons la teoria aerodinàmica de Newton.

## Història
L'aerodinàmica moderna començà el segle disset, però l'aprofitament pràctic de les forces aerodinàmiques per part dels humans té una antiguitat de milers d'anys considerant els vaixells de vela i els molins de vent. Hi ha relats mitològics basats en el vol de persones (Dèdal). Les obres d'Aristòtil i Arquimedes tracten dels conceptes de la mecànica dels medis continus, l'arrossegament aerodinàmic i el gradient de pressió.
Isaac Newton, el 1726, fou el primer en plantejar una llei obre la resistència de l'aire (vent). David Bernoulli, el 1738, va proposar (en la seva obra Hydrodynamica) una relació entre la pressió, la densitat i la velocitat del flux dels fluids incompressibles. Relació que permetia calcular la força de sustentació segons el mètode conegut actualment com a principi de Bernoulli. Leonard Euler, el 1757, va publicar les anomenades equacions d'Euler, per a fluids compressibles i incompressibles. Aquestes equacions foren ampliades, incorporant els efectes de la viscositat, a principis del segle dinou, donant lloc a les equacions de Navier-Stokes. Les equacions de Navier-Sotokes són les més generals però, en la pràctica, són de difícil resolució. Només poden calcular-se per a fluxes al voltant de perfils molt senzills.

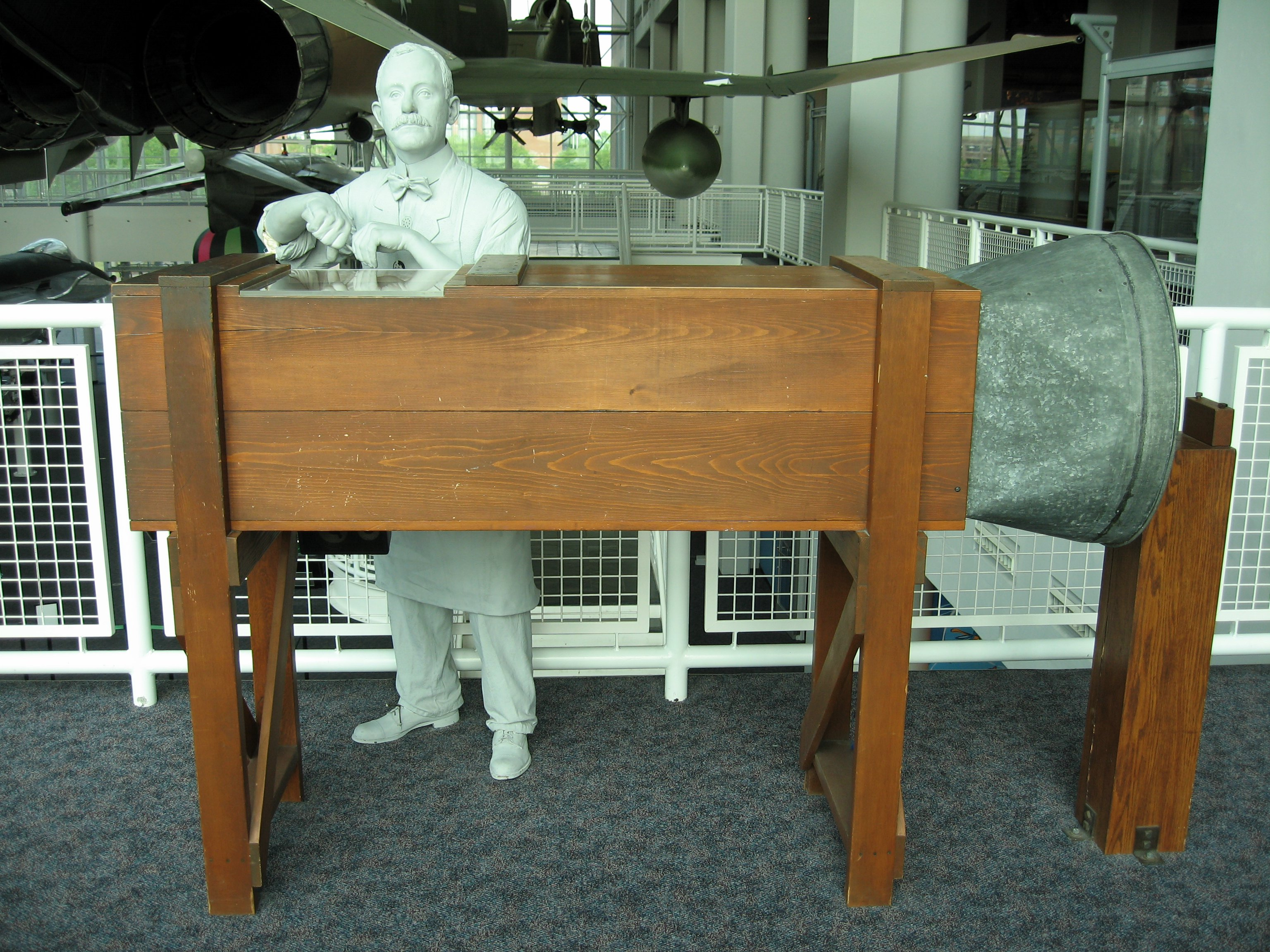
Rèplica del túnel de vent dels germans Wright

El 1799, George Cayley fou la primera persona que va identificar les quatre forces aerodinàmiques del vol (pes de l'aparell, força de sustentació, força d'arrossegament i força de propulsió) i les relacions entre les mateixes. Així va preparar el camí per als vols de vehicles més pesants que l'aire del segle dinou. L'any 1871 Francis Herbert Wenham va construir el primer túnel de vent que va permetre la mesura precisa de les forces aerodinàmiques. Les teories sobre la força d'arrossegament foren desenvolupades per Jean le Rond d'Alembert, Gustav Kirchhoff i Lord Rayleigh. El francès Charles Renard, enginyer aeronàutic, fou el primer que va calcular la potència necessària per a volar amb una certa precisió. OttoLilienthal fou la primera persona que va volar amb èxit diversos planadors. Estaven basats en perfils d'ala fins i corbats, que proporcionaven alta sustentació i baix arrossegament. Els germans Wright feren el primer vol d'un avió amb motor (desembre de 1903) basant-se en les experiències anteriors i amb proves fetes al propi túnel de vent.
A l'època dels primers vols Frederick W. Lanchester, Martin Kutta i Nikolai Jukovski desenvoluparen, de forma independent, teories que relacionaven la circulació en un fluid en moviment amb la sustentació. Kuta i Jukovski presentaren una teoria bidimensional de l'ala. Ludwig Prandt va ampliar els estudis de Lanchester amb unes fórmules matemàtiques sobre la sustentació de perfils d'ala prims i teories sobre la línia de sustentació. També va treballar sobre el concepte de capa límit.

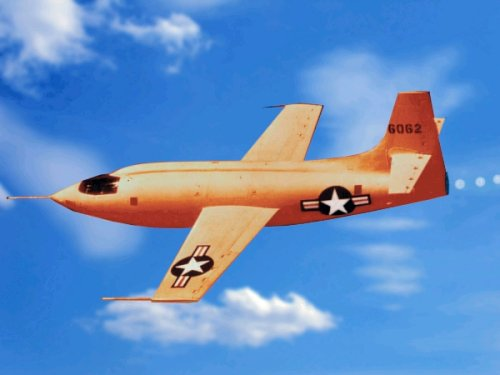
Bell X-1

Macquom Rankine i Pierre Henri Hugoniot presentaren, de forma independent, una teoria de les propietats del flux abans i després de l'ona de xoc. Jackob Ackeret va iniciar els treballs per a calcular la sustentació i l'arrossegament de les ales supersòniques. Theodore von Kármán i Hugh Latimer Dryden introduïren el terme «trans-sònic» per a descriure les velocitats del flux entre el nombre de Mach crític i Mach 1, quan l'arrossegament augmenta ràpidament. Aquest augment de l'arrossegament plantejava dubtes sobre la possibilitat de vols supersònics. L'avió Bell X-1 va trencar la barrera del so el 1947.
Quan la barrera del so fou superada, el coneixement dels experts en aerodinàmica sobre els fluxes subsònics i lleugerament supersònics havia madurat. La Guerra Freda va promoure el disseny d'aeronaus d'altes prestacions. La mecànica de fluids computacional va començar com un intent de solucionar les propietats del flux al voltant d'objectes de forma complexa i va evolucionar ràpidament fins a permetre el disseny de tota l'aeronau (únicament per ordinador). Els càlculs es verificaven amb proves en túnel de vent i vols reals que permetien comprovar les prediccions. Des dels anys seixanta del segle passat, les lleis dels fluxos supersònics i hipersònics s'han anat millorant. Des de les primeres aplicacions, que es limitaven a provar d'entendre el flux del fluid, el programari ha passat a emprar-se per a definir les interaccions del flux amb tota l'aeronau (amb una predicció segura). El disseny d'avions per a vols supersònics i hipersònics i la millora (en rendiment i propulsió) de les aeronaus existents, continua estimulant el progrés de l'aerodinàmica. A nivell teòric es continua treballant en les solucions particulars de les equacions de Navier-Stokes.

## Coeficient d'arrossegamenticoeficient de sustentació

Coeficients d'arrossegament per a diferents formes geomètriques

Els coeficients anteriors permeten calcular la força d’arrossegament i la força de sustentació d’un perfil (en dues dimensions) o d’un cos perfilat (en tres dimensions) en aerodinàmica i en hidrodinàmica. En aerodinàmica els exemples típics són: una ala d’avió, una pala d’una hèlice, una pala d’helicòpter, un àlep d’una turbina, ...etc. En hidrodinàmica: la quilla d’un veler, la deriva, el timó, una ala submergida,...etc.
El coeficient d'arrossegament 
{\displaystyle c_{\mathrm {d} }\,} es defineix com:
{\displaystyle c_{\mathrm {d} }={\dfrac {2F_{\mathrm {d} }}{\rho u^{2}A}}\,}
on:
{\displaystyle F_{\mathrm {d} }\,} és la força d'arrossegament, que és per definició la component de la força en la direcció de la velocitat del flux.
{\displaystyle \rho \,} és la densitat del fluid,
{\displaystyle u\,} és la rapidesa de l'objecte relativa al fluid,
{\displaystyle A\,} és l'àrea de referència.
L'àrea de referència depèn de quin tipus de coeficient d'arrossegament s'estigui mesurant. Per a automòbils i molts altres objectes, l'àrea de referència és l'àrea frontal projectada del vehicle. Això no necessàriament correspon a l'àrea de la secció transversal del vehicle, depenent d'on es prengui aquesta secció. Per exemple, per a una esfera l'àrea projectada és {\displaystyle A=\pi r^{2}\,} (observeu que no és l'àrea de tota la superfície {\displaystyle \!\ 4\pi r^{2}}).
Per al perfil d'un ala, l'àrea de referència és la superfície alar. A causa que això tendeix a ser molt més gran que l'àrea projectada frontal, els coeficients d'arrossegament resultants tendeixen a ser baixos: molt més baixos que per a un acte amb el mateix arrossegament, la mateixa àrea frontal i la mateixa velocitat.
Els dirigibles i alguns cossos de revolució requereixen el coeficient d'arrossegament volumètric. En aquest cas, l'àrea de referència és el volum del cos elevat a la potència de 2/3. Objectes submergits amb perfil hidrodinàmic requereixen la superfície mullada.
Dos objectes que tenen la mateixa àrea de referència i que es mouen a la mateixa rapidesa dins d'un fluid experimentaran una força d'arrossegament que és proporcional als seus respectius coeficients d'arrossegament. Els coeficients per a objectes no hidrodinàmics o aerodinàmics poden tenir un valor d'1 o superior, mentre que els objectes hidrodinàmics o aerodinàmics tenen coeficients d'arrossegament molt menors.
El coeficient de sustentació CL es defineix com
{\displaystyle C_{\mathrm {L} }\equiv {\frac {L}{q\,S}}={\frac {L}{{\frac {1}{2}}\rho u^{2}\,S}}={\frac {2L}{\rho u^{2}S}}} ,
on
{\displaystyle L\,} és la força de sustentació, {\displaystyle S\,} és la superfície de referència i {\displaystyle q\,} és la pressió dinàmica, alhora relacioinada amb la densitat del fluid {\displaystyle \rho \,}, i amb el quadrat de la velocitat {\displaystyle u\,}, tal com es mostra:
{\displaystyle q={\tfrac {1}{2}}\,\rho \,u^{2},}
L'elecció de la superfície de referència ha de ser especificada en ser arbitrària. Per exemple, per a perfils cilíndrics (l'extrusió tridimensional d'un perfil en el sentit de l'envergadura) sempre s'orienta en la direcció de l'envergadura (eix y), mentre que en aerodinàmica i en teoria de perfils prims, el segon eix que genera la superfície és habitualment el de la corda:
{\displaystyle S_{aer}\equiv c\,s}
on {\displaystyle S\,} és la superfície de referència, {\displaystyle c\,} és la corda i {\displaystyle s\,} és la longitud del perfil alar. El coedifient acaba resultant:
{\displaystyle C_{\mathrm {L} ,\,aer}\equiv {\frac {L}{q\,c\,s}}}
per perfils gruixuts, i en dinàmica marina, l'altre eix que sovint es fa servir és el gruix del perfil ({\displaystyle t}):
{\displaystyle S_{mar}=t\,s}
resultat en el següent coeficient:
{\displaystyle C_{\mathrm {L} ,\,mar}\equiv {\frac {L}{q\,t\,s}}}
La raó entre aquestes dues expressions és el ratio de gruix:
{\displaystyle C_{\mathrm {L} ,\,mar}\equiv {\frac {c}{t}}C_{\mathrm {L} ,\,aer}}
El coeficient de sustentació es pot aproximar utilitzant la teoria de lineal de la sustentació, calculant-la numèricament o prenent mesures amb un test de túnel de vent de la configuració completa d'una aeronau.

### Avions de la Segona Guerra Mundial
Els avions de combat de la segona guerra mundial, propulsats gairebé tots per hèlices, són un bon exemple d'algunes propietats o efectes aerodinàmics. Vegeu les imatges per a consultar els detalls.

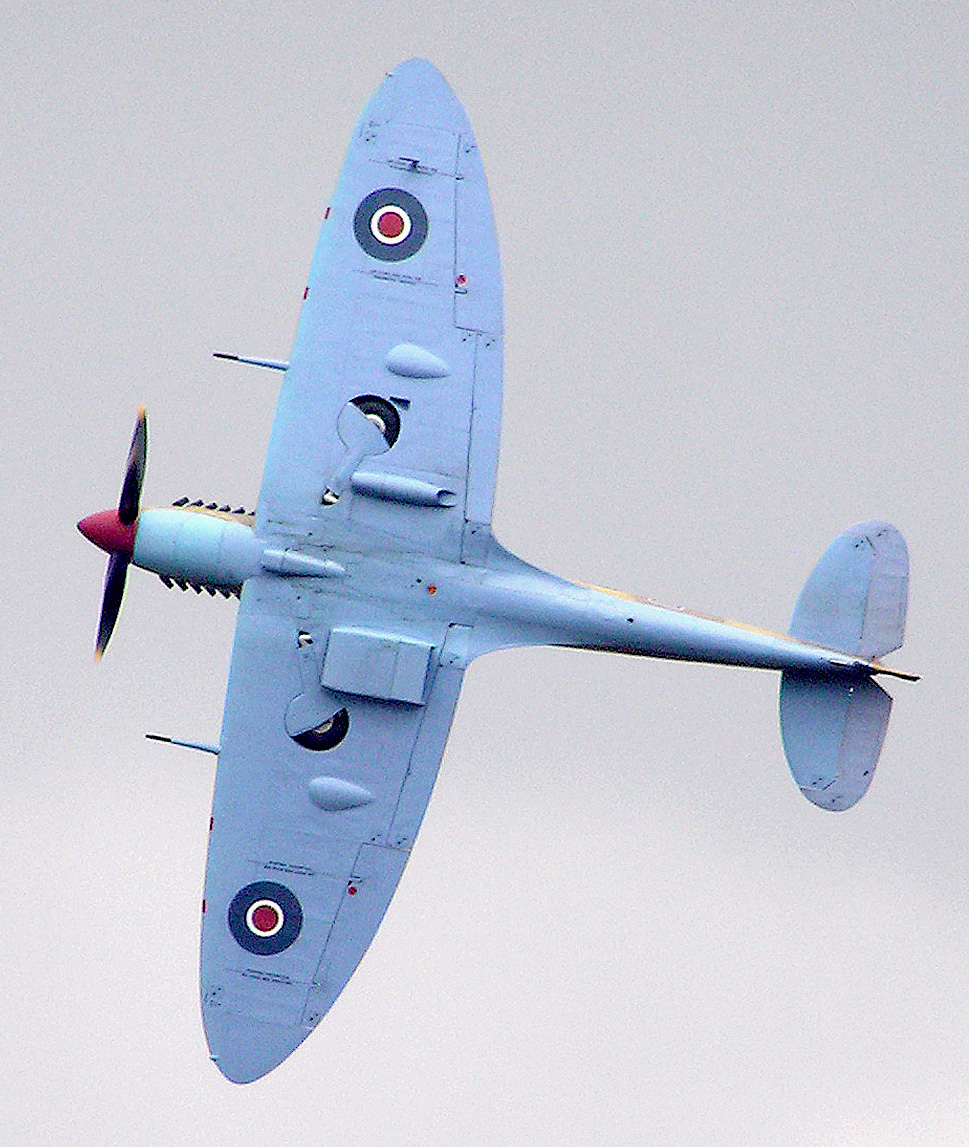
El Supermarine Spitfire, amb ales físicament el·líptiques, permet recordar el principi de l'ala el·líptica
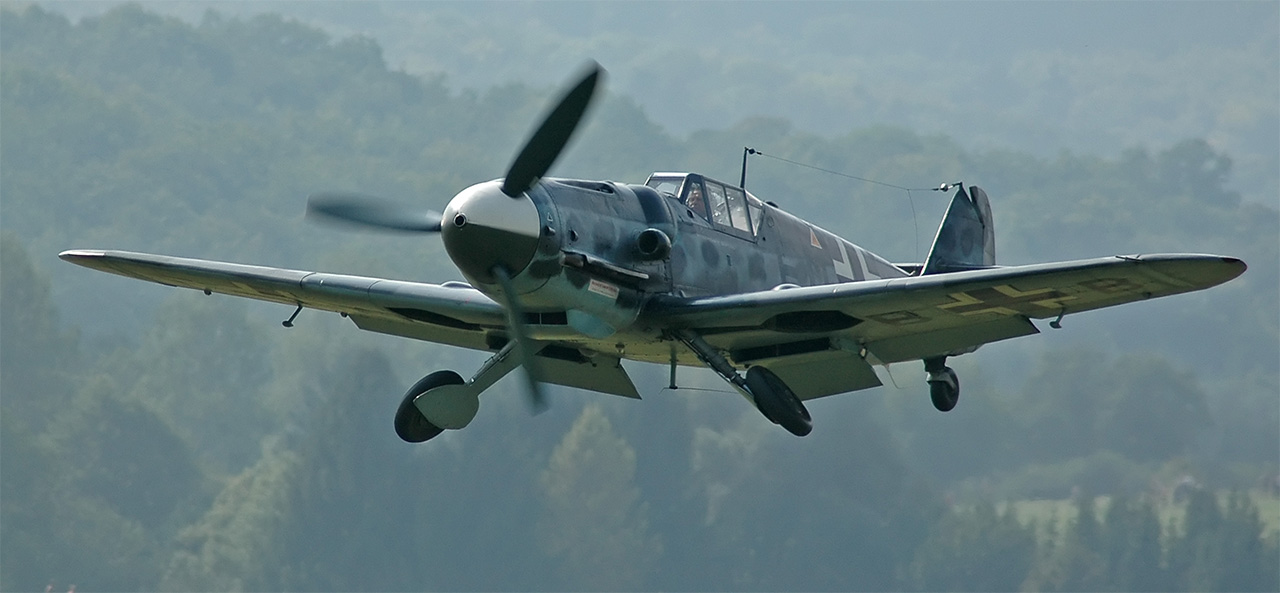
El caça Messerschmitt Bf 109 disposava d'un sistema automàtic de deflectors Handley Page al caire d'atac de cada ala.

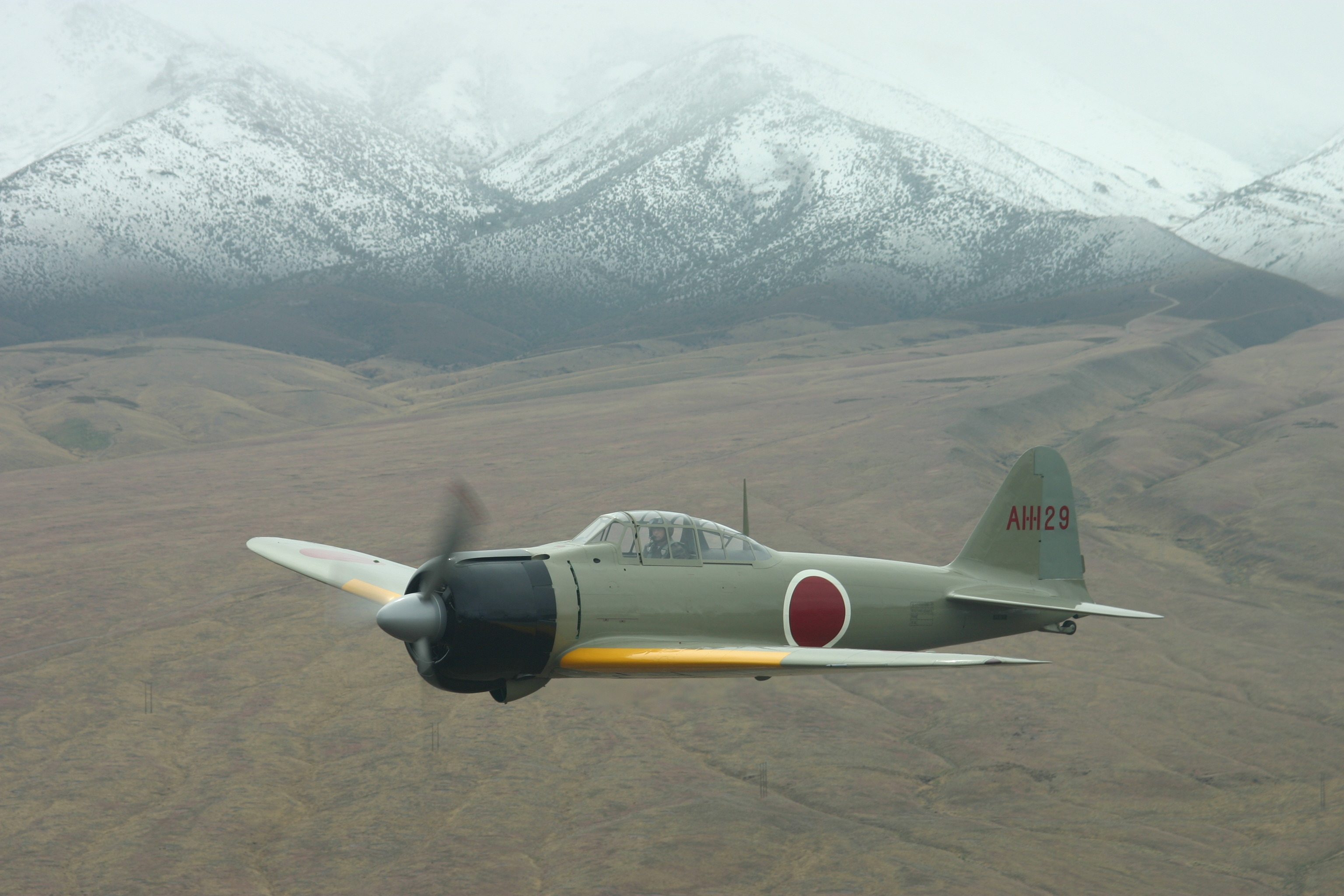
Mitsubishi A6M Zero. Era el caça més lleuger.
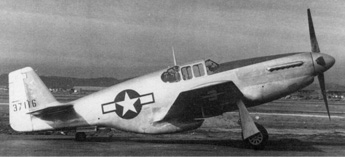
El model North American P-51 Mustang tenia les ales dissenyades per a proporcionar un fluxe laminar a gran velocitat.

### Vehicles terrestres, nàutics i amfibis
La velocitat màxima i el consum de combustible depenen, principalment, del Cd.
 El coeficient de sustentació pot ser un inconvenient. Interessa que l'automòbil no tingui tendència a "volar".

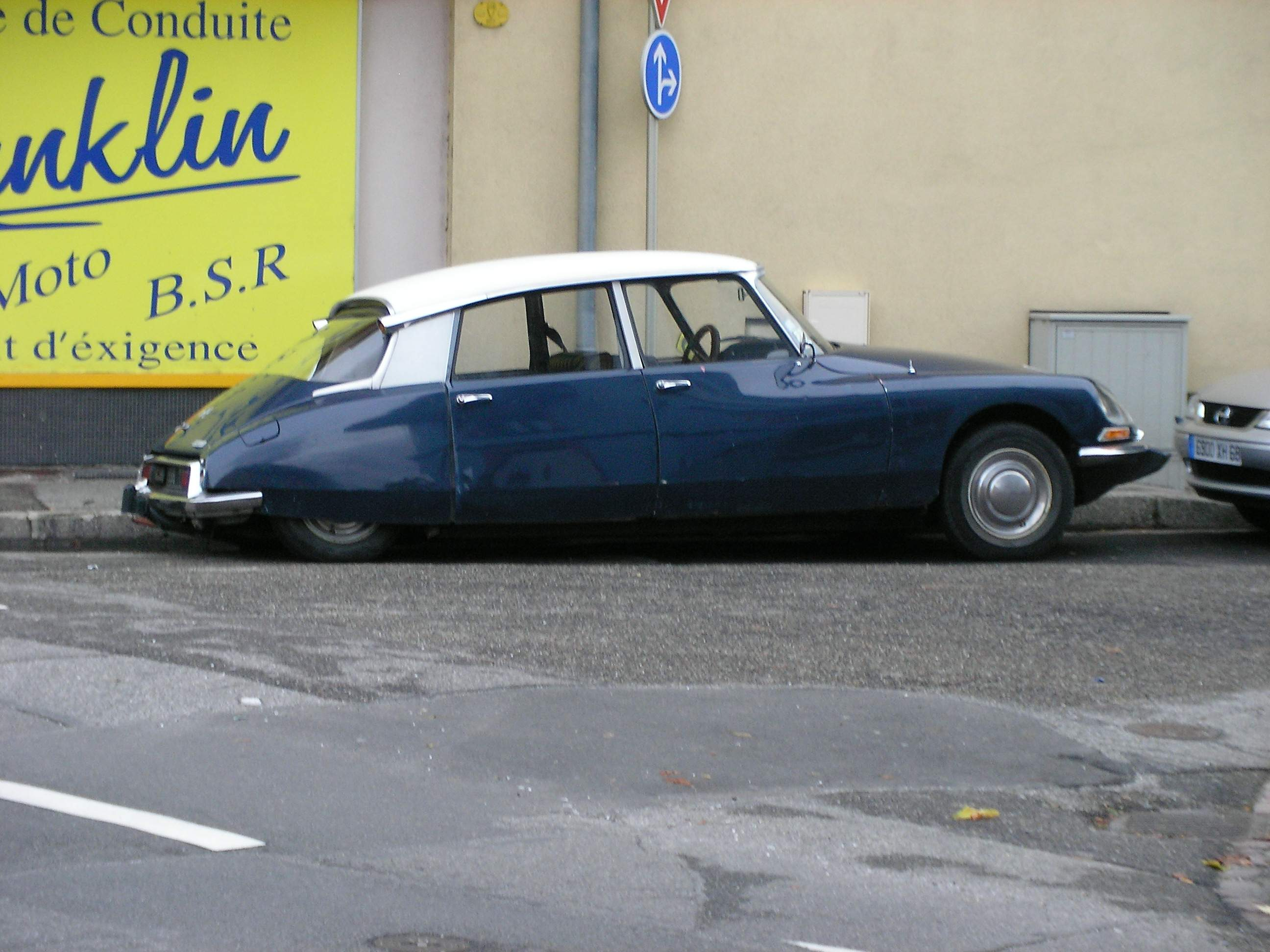
1956. Citroën DS. Vista lateral. Cd= 0,38
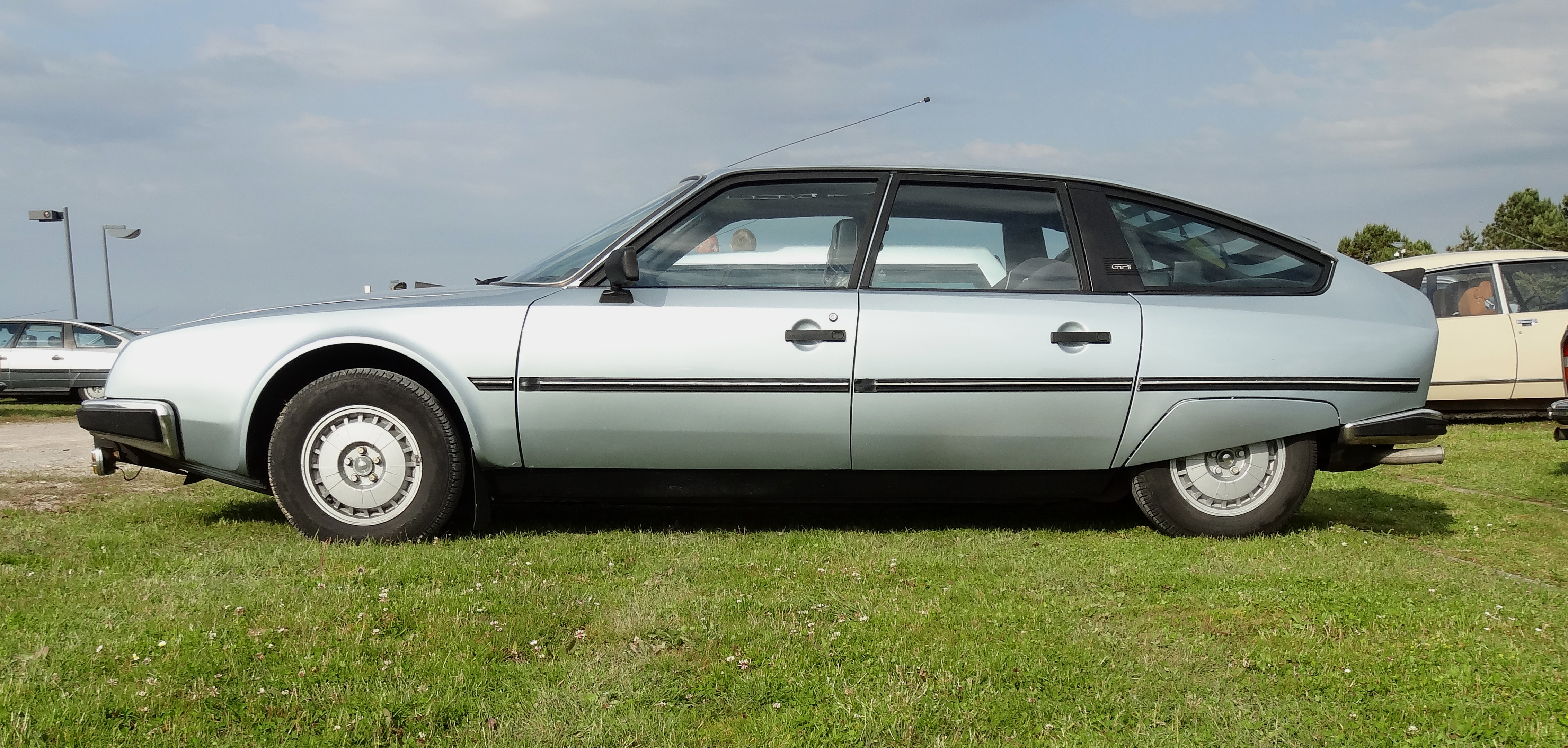
1982. Citroën CX. Vista lateral. Cd= 0,33-0,34

### Efecte terrai sustentació negativa
Els automòbils de competició necessiten una adherència màxima. Un sistema pràctic consisteix en incorporar ales (semblants a les dels avions) muntades en sentit invers. Això proporciona una sustentació negativa.

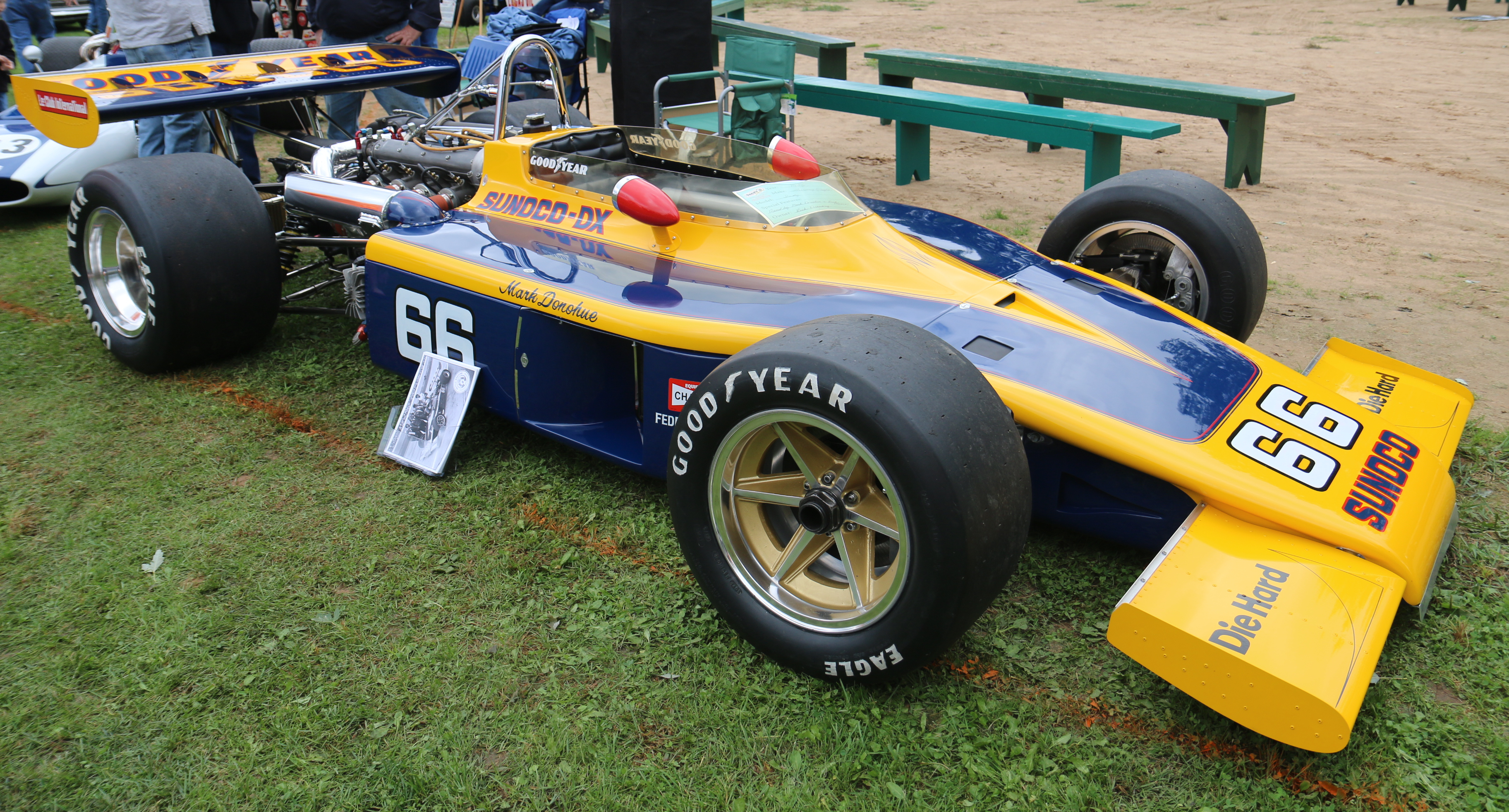
1972. Indycar Gurney Eagle. Amb ales incorporant cadascuna un flap Gurney.
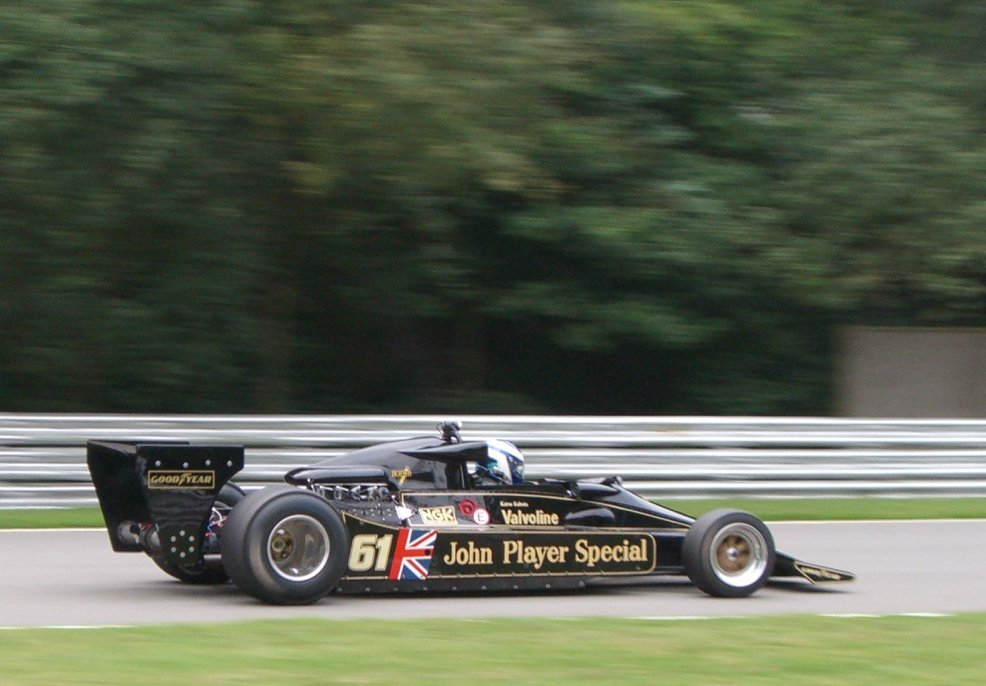
Lotus 78. Amb efecte terra.

### Hidròpters
Els hidroales són vaixells que volen sustentats per ales submergides.

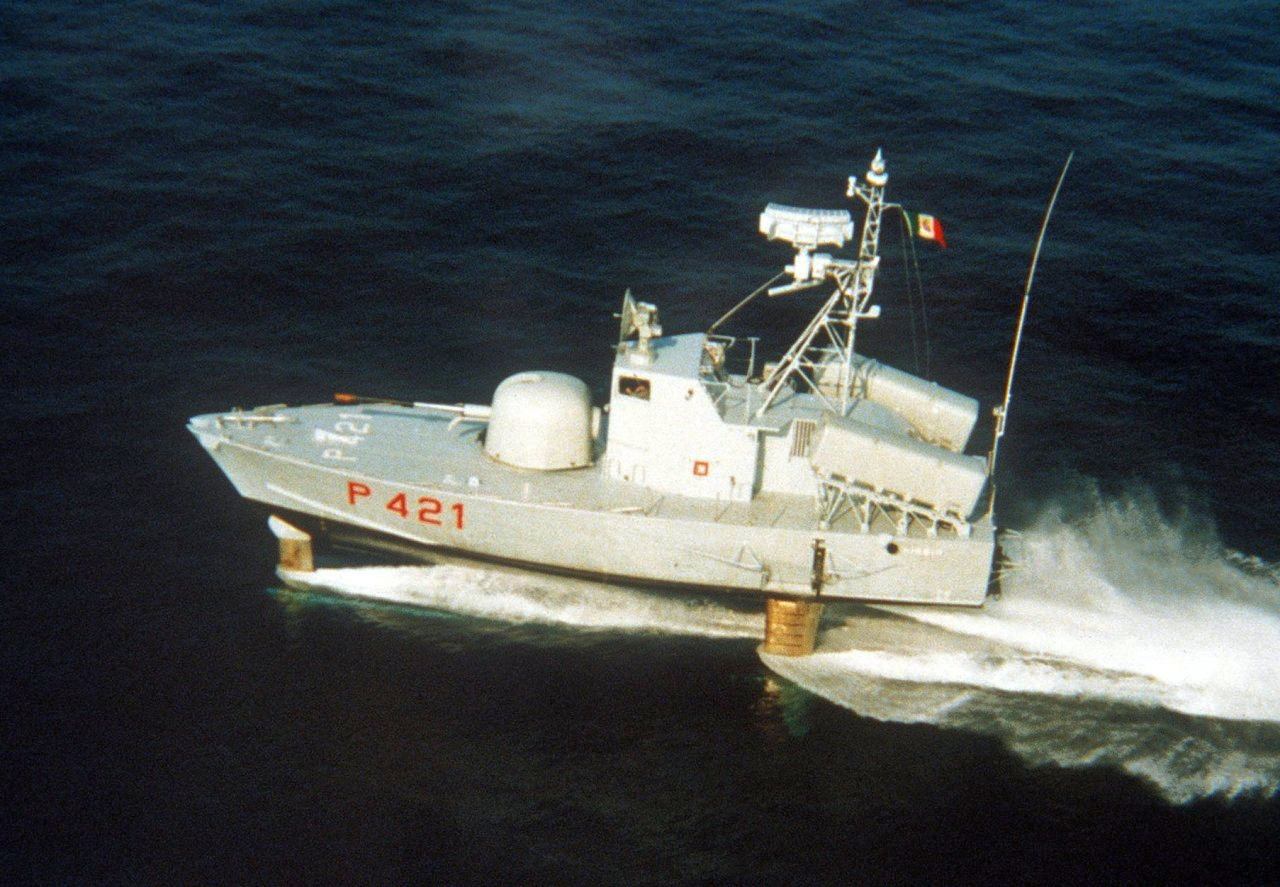
Hidròpter militar italià. Classe NIbbio.
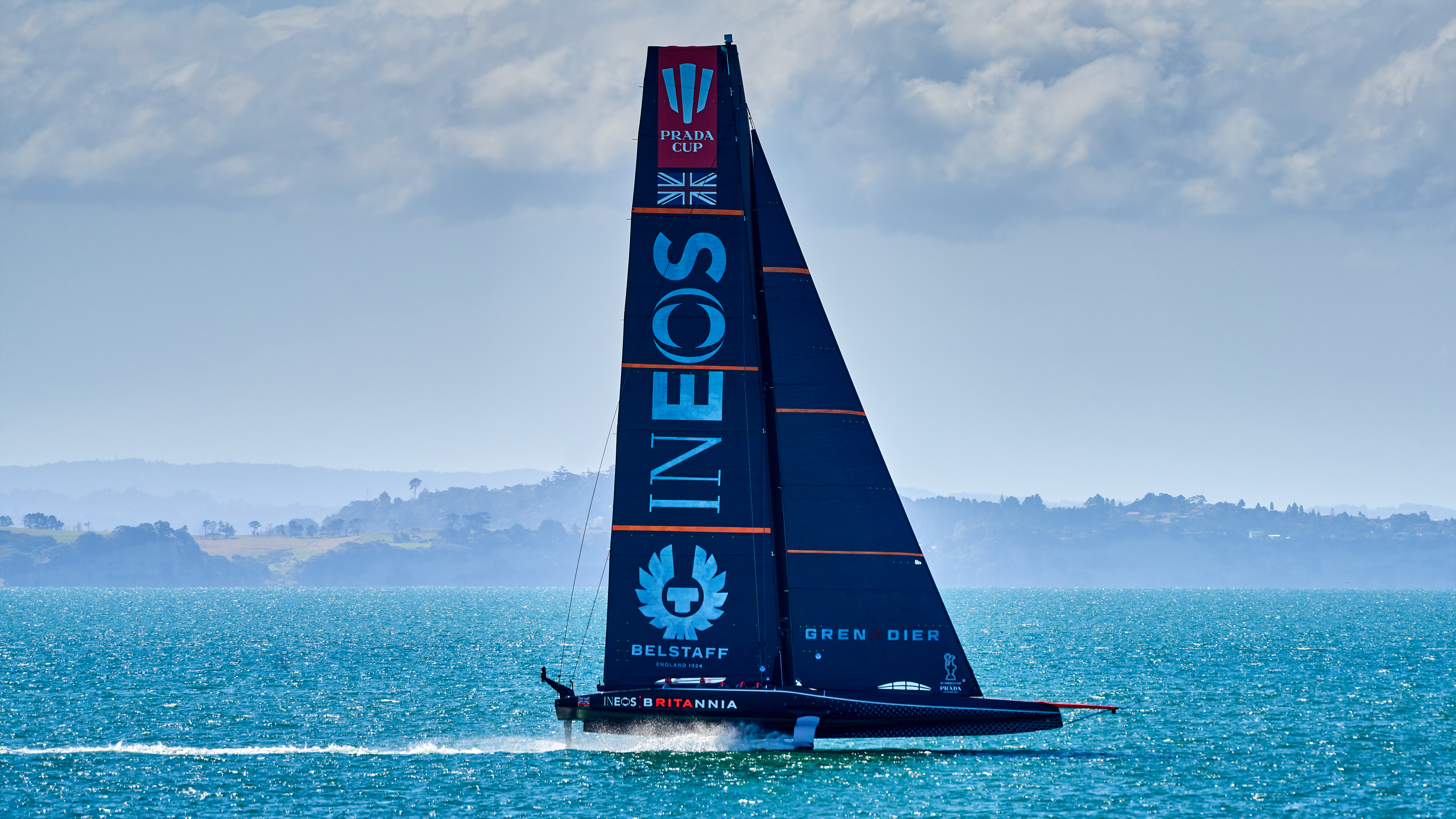
Veler hidròpter. Classe AC75.

### Arrossegament per fricció[23]
La força aerodinàmica (també la força hidrodinàmica) retardant està provocada, en part, per la rugositat i les petites imperfeccions del buc i les ales.

#### Reducció
La força d’arrossegament per fricció superficial es pot reduir retardant el punt en què el flux esdevé turbulent. Això es pot aconseguir emprant reblons frontals sense protuberància, polint i allisant les àrees davanteres de l’avió (ales i buc) o usant pintures especials.

### Aerodinàmica de les pilotes de golf
El cop del pal contra la pilota dura menys d'un mil·lisegon i determina la velocitat, l'angle d'elevació i el gir, que defineixen la trajectòria i el comportament quan aterra. Durant el vol, la pilota rep forces de sustentació i arrossegament. Els alvèols tenen un paper fonamental:
- Primer, la capa limítrof amb el costat superior canvia de laminar a turbulenta, la qual roman al costat de la superfície més temps que en estat laminar. Això crea una estreta zona de baixa pressió, que ajuda a mantenir la pilota en l'aire i augmenta el seu vol. El disseny dels alvèols permet contrarestar aquest efecte indesitjable.
- Segon, la contra-rotació genera elevació que deforma l'aire, tal com succeeix amb l'ala d'un avió, per l'efecte Magnus. Aquest "gir" se li dona en l'instant del cop, i proporciona més longitud de vol.[29]

Al mateix temps, el pal pot proporcionar també una rotació lateral, que genera una trajectòria curvilínia. Tanmateix, això anul·la parcialment l'efecte anterior, reduint la distància. Per treure màxim partit, les pilotes han d'estar netes. Els alvèols bruts o danyats afecten negativament a les característiques de la pilota. Seguint les regles de la termodinàmica, escalfant la pilota es genera extra distància, i mullant-la s'incrementa el gir.
El dissenyador i fabricant anglès William Taylor el 1905 va patentar els alvèols en les pilotes de golf. Per la mateixa època altres dissenys eren "malla"("mesh") i "arç" ("bramble"), però no van tenir èxit.
La majoria de les pilotes actuals tenen entre 250 i 450 alvèols, encara que s'han fabricat pilotes de 500, i el rècord és 1070 alvèols. Gairebé totes les pilotes tenen un nombre parell d'alvèols. L'excepció és Srixon AD333, que té 333.
Les pilotes oficials han de ser el màxim de simètriques possibles. Si són asimètriques, la pilota s'autoajusta en el gir i suposa un avantatge extra que no va admetre l'associació USGA el 1981, després d'un acord amb Polara, que era el fabricant d'aquestes pilotes.

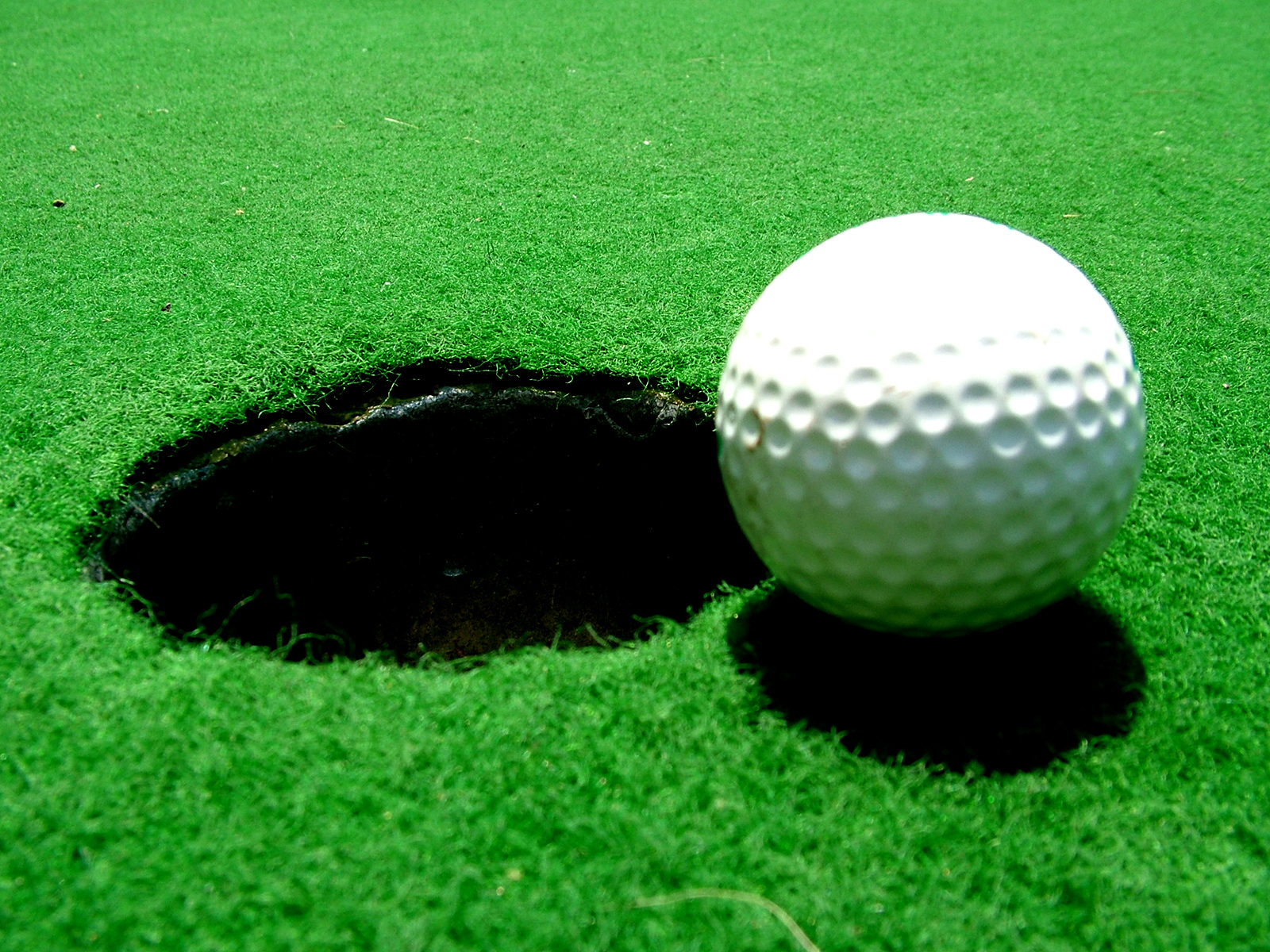
Pilota de golf amb "rugositat" artificial voluntària (que provoca una menor força d'arrossegament)
Flux al voltant d'una esfera. Règim subcritic i règim supercrític

#### Dispositiu de punta alar

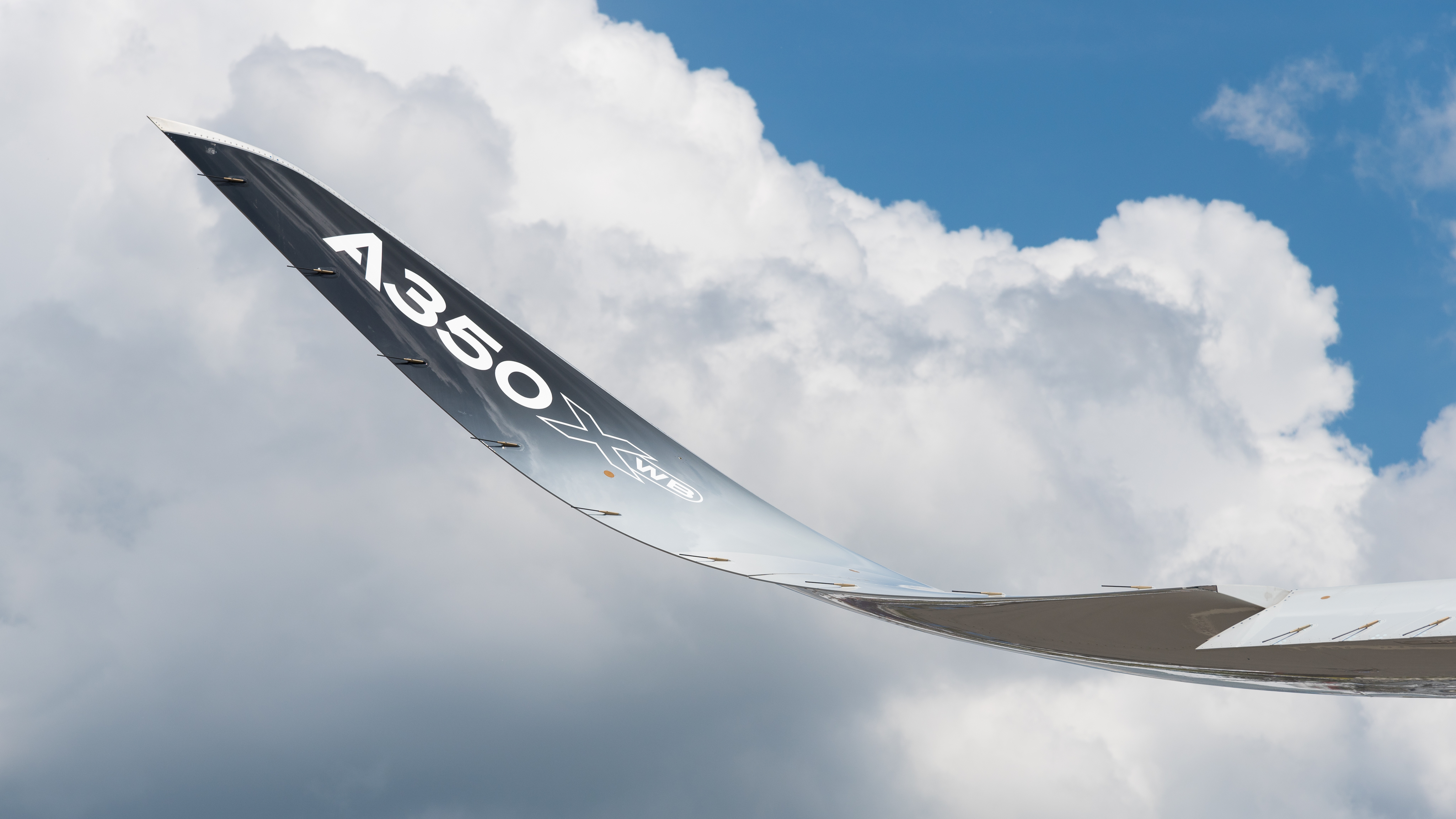

### Vorticitat induïda

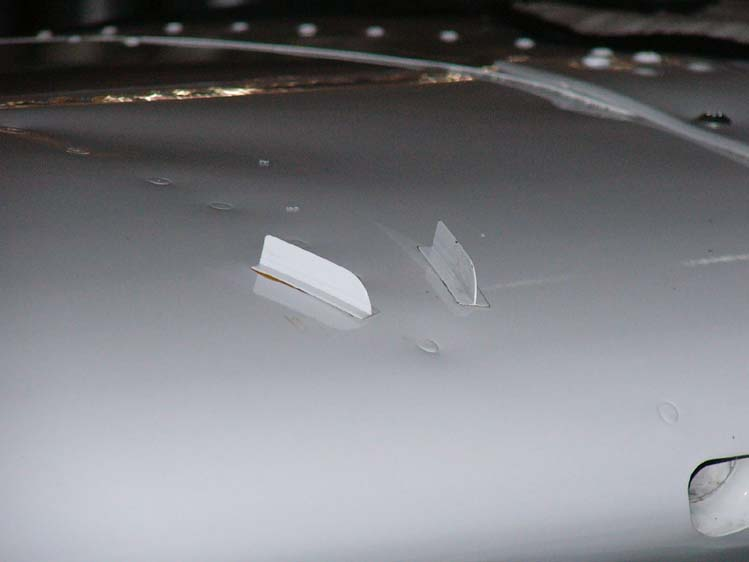
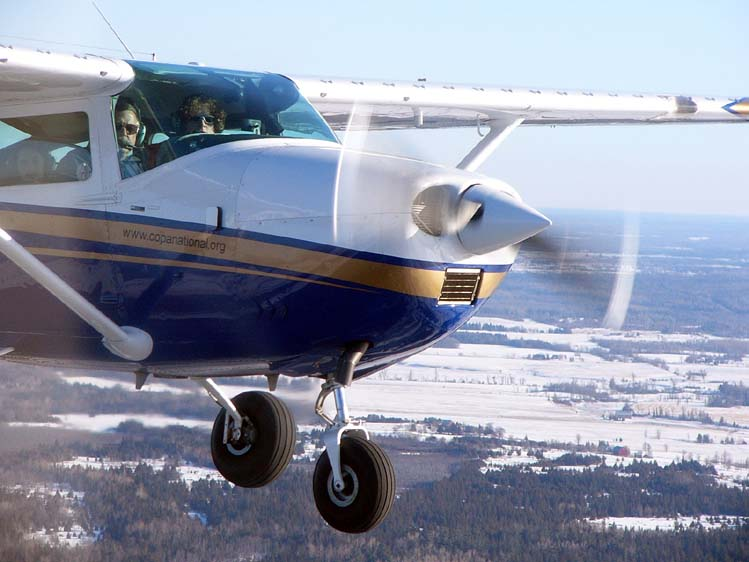

Generadors de vòrtices.

## Cronologia resumida de l’aerodinàmica i l’hidrodinàmica

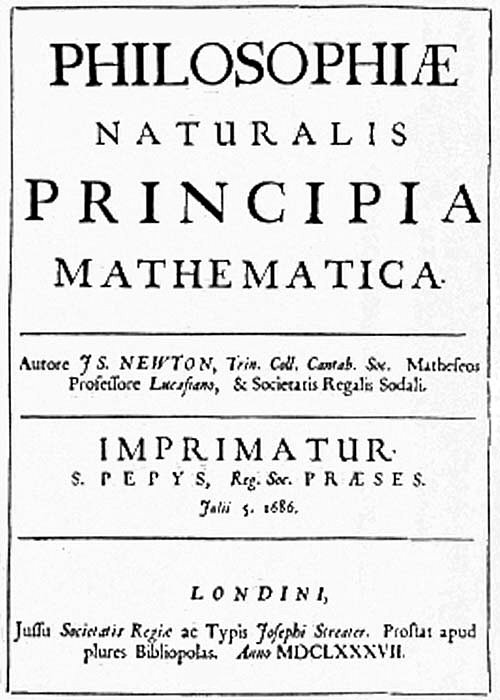
Philosophiae Naturalis Principia Mathematica de Newton

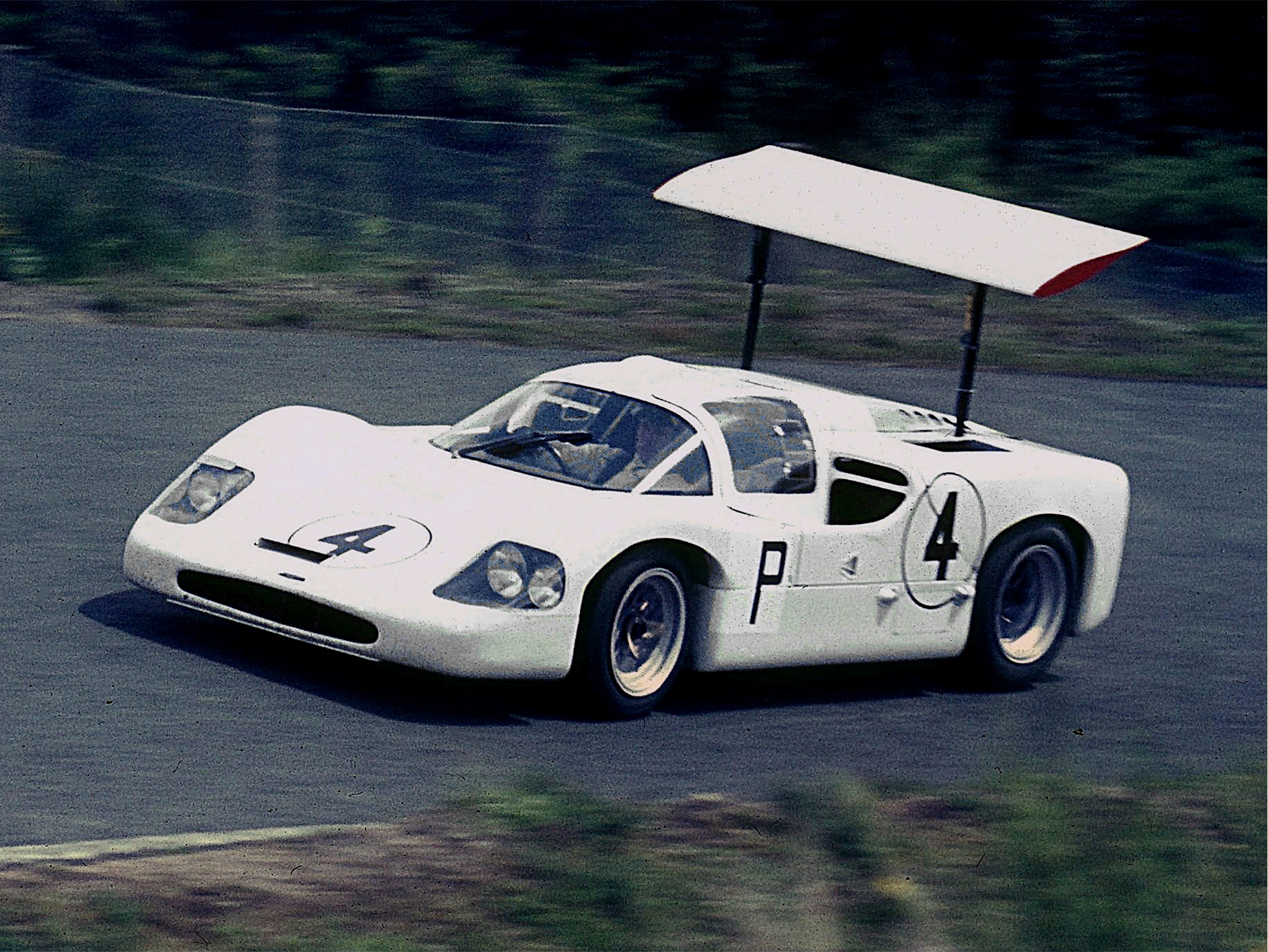
Mike Spence en un entrenament a Nürburgring amb un Chaparral 2F (1967).

Una cronologia limitada hauria de permetre aproximar-se a la història de les disciplines esmentades. Una història més completa necessitaria un article especial.
- 1480-1510. Leonardo da Vinci . Disseny d’un paracaigudes i de turbines d’aigua.[36][37]
- 1586. Simon Stevin publica  De Beghinselen des Waterwichts sobre hidroestàtica.[38]
- 1619. Benedetto Castelli publica Della Misura dell'Acque Correnti.[39]
- 1624. Jan Baptist van Helmont introdueix el terme "gas".[40]
- 1643. Evangelista Torricelli. Llei de Torricelli.[41]
- 1653–1663. Blaise Pascal presenta la llei de Pascal en hidroestàtica.[42]
- 1687. Isaac Newton. Definició del que actualment s'anomena fluid newtonià.[43]
- 1727. Leonhard Euler va introduir el concepte d’elasticitat i el mòdul d’elasticitat.[44]
- 1732. Henry Pitot va descobrir el tub de Pitot.[45]
- 1738. Daniel Bernoulli. Hydrodynamica.[46]
- 1797. Giovanni Battista Venturi. Efecte Venturi.[47]
- 1810. George Cayley.[48][49]
- 1852. Efecte Magnus.[50]
- 1871. Francis Herbert Wenham va construir el primer túnel de vent.[51]
- 1873. Ernst Mach. Nombre de Mach.[52]
- c1894. Otto Lilienthal.[53]
- 1908. Paul Richard Heinrich Blasius. Capa límit de Blasius.[54]
- c1910. Teorema de Kutta-Jukowski.[55]
- 1910. John William Strutt, 3r Baró de Rayleigh (lord Rayleigh). Flux de Rayleigh.[56]
- 1966. Participació en les curses de resistència de cotxes Chaparral amb una ala orientable per a augmentar la força d'adherència.[57]